# Suchkind 312 (1955)
Suchkind 312 (Untertitel Die Geschichte einer unerfüllten Liebe) ist ein deutsches Filmmelodram aus dem Jahre 1955 von Gustav Machatý mit der elfjährigen Ingrid Simon in der Titelrolle sowie mit Inge Egger und Paul Klinger in den Hauptrollen und Heli Finkenzeller und Alexander Kerst in tragenden Rollen. Die Geschichte basiert auf dem gleichnamigen, im selben Jahr erschienenen Illustrierten-Fortsetzungsroman von Hans-Ulrich Horster (Pseudonym von Eduard Rhein). Suchkind 312 war nicht nur die letzte, sondern zugleich auch die einzig deutsche Inszenierung des gebürtigen Tschechen.

## Handlung
Deutschland, fünf Jahre nach dem Ende des Zweiten Weltkriegs: Noch immer gelten 1,7 Millionen Deutsche, Zivilisten wie Soldaten, als vermisst oder verschollen, ihr Verbleib ist ungeklärt. Vermisste Angehörige sollten dem eigens dafür eingerichteten Suchdienst des Deutschen Roten Kreuzes gemeldet werden, damit ihre Registrierung vorgenommen werden konnte. Das ist die Ausgangssituation des hier exemplarisch geschilderten Einzelfalls um das seit 1945 vermisste Kleinkind Martina, das von ihrer Mutter Ursula gesucht wird. Das Mädchen wurde unter der Nummer 312 registriert.
Nachdem Ursula davon ausgegangen ist, dass ihr einstiger Verlobter Achim Lenau an der Ostfront gefallen ist, hat sie geheiratet, ohne ihrem Gatten Dr. Richard Gothe zu sagen, dass sie bereits einmal verlobt war und eine Tochter namens Martina hatte. Martina hat sie während der Flucht aus dem Osten verloren und glaubt inzwischen, dass sie wie Achim tot ist. Aus der Ehe mit Richard ist ein Junge namens Helmut hervorgegangen, die Familie lebt in gutsituierten Verhältnissen. Als Ursula in einer Illustrierten die Suchanzeige mit dem Bild eines Mädchens sieht, glaubt sie, ihre Tochter wiederzuerkennen. Sie ist zutiefst erschüttert, hat aber große Angst, ihrem Mann von diesem nichtehelichen Kind zu erzählen. Als sie ihm schließlich doch alles erzählt, übt er Druck auf sie aus, zunächst nichts zu unternehmen. Richard fürchtet, durch solche in den 1950er Jahren als „skandalös“ empfundenen Umstände eine in Aussicht stehende Beförderung zu gefährden. 
Als Richards Schwester Johanna davon erfährt, überredet sie ihn dazu, das in einem Heim lebende Mädchen zu adoptieren. Da außerdem eine weitere Frau behauptet, Martinas Mutter zu sein, soll ein Gericht den Fall prüfen. Derweil taucht auch der totgeglaubte Achim Lenau wieder auf. Er war jahrelang in sowjetischer Kriegsgefangenschaft und sucht den Kontakt zu Ursula, die er noch immer liebt und ganz offenbar zurückhaben will. Dies wird zu einer zusätzlichen Belastung von Ursulas und Richards Ehe. Schließlich kommt das Gericht zu einem Schiedsspruch: Martina wird ihrer Mutter Ursula zugesprochen. Jetzt ist auch Richard bereit, Martina als seine Tochter anzunehmen. Ursula und Richard bekommen zu ihrem Sohn Helmut somit auch eine Tochter hinzu. Johanna und Achim sind sich derweil bei dem Versuch der Konfliktlösung ebenfalls näher gekommen und beschließen, zusammenzubleiben.

## Produktionsnotizen
Suchkind 312 entstand ab dem 14. September 1955 im Atelier von Bendestorf sowie in Hamburg-Harburg (Außenaufnahmen). Nach einem Monat, Mitte Oktober 1955, waren die Dreharbeiten abgeschlossen. Die Uraufführung des Films fand am 10. November 1955 im Kölner Kino Rex am Ring statt.
Alfred Bittins übernahm die Produktionsleitung, Max Mellin entwarf die Filmbauten, die von F.-Dieter Bartels umgesetzt wurden. Ernst Walter zeichnete für den Ton verantwortlich, Alf Teichs oblag die Dramaturgie.
Das Remake von 2007 hielt sich über weite Strecken an das Original, hatte aber ein komplett anderes Ende.

## Kritiken
Die Einschätzungen fielen weitestgehend negativ aus:
Der katholische film-dienst urteilte im Dezember 1955: „Die Lösung des Konflikts im Film gibt sich zwar hochmoralisch, doch ist das Ganze bis zur Unerträglichkeit sentimental-unwirklich. Als Unterhaltung nur mit erheblichen Bedenken geeignet.“ Auch eine spätere Bewertung fiel ähnlich aus: „Ein tragisches Nachkriegsproblem – das Schicksal der durch Bombenkrieg und Flucht von ihren Eltern getrennten Kinder – macht der Film mit heuchlerischem moralischen Anspruch zum Gegenstand oberflächlich rührseliger Unterhaltung.“
Auch der Evangelische Filmbeobachter konnte dem Film nichts abgewinnen. Er schrieb zur selben Zeit: „Natürlich, in diesem Stoff hätte ein Zeitfilm gesteckt, wenn er nicht – zunächst für eine Illustrierte geschrieben – allzu viele Zugeständnisse an die Rührseligkeit eines wohlsituierten Publikums gemacht hätte. Von echter Gewissensnot, von Verzweiflung, von der furchtbaren Qual, in die viele Menschen gestürzt wurden, ist keine Spur mehr vorhanden.“ 